# Condado de Freeborn
O Condado de Freeborn é um dos 87 condados do estado americano do Minnesota. A sede do condado é Albert Lea, e sua maior cidade é Albert Lea.
O condado possui uma área de 1 872 km² (dos quais 39 km² estão cobertos por água), uma população de 32 584 habitantes, e uma densidade populacional de 3 hab/km² (segundo o censo nacional de 2000). O condado foi fundado em 1855.